# Byrd Station
Byrd Station är en nu övergiven amerikansk forskningsstation i Antarktis. Den ligger i en del av Västantarktis som ingen nation gör anspråk på. 
Byrd Station ligger 1 515 meter över havet. Terrängen runt stationen är en högslätt, och den högsta punkten i närheten är 1 546 meter över havet, 1,0 kilometer nordost om Byrd Station.